# Kabuki
El kabuki (歌舞伎?) es una forma de teatro japonés tradicional que se caracteriza por su drama estilizado y el uso de maquillajes elaborados en los actores.
Los caracteres kanji individuales, leídos de izquierda a derecha, significan «cantar» (歌 ka), «bailar» (舞 bu), y «habilidad» (伎 ki). Frecuentemente se traduce kabuki como "el arte de cantar y bailar". Existen sin embargo, caracteres ateji que no reflejan la etimología actual, y que la palabra kabuki se cree que en realidad está derivada del verbo kabuku, que significa "inclinarse", o "estar fuera de lo ordinario", de modo que el significado de kabuki puede ser interpretado también como teatro "experimental" o "extraño".

## Historia

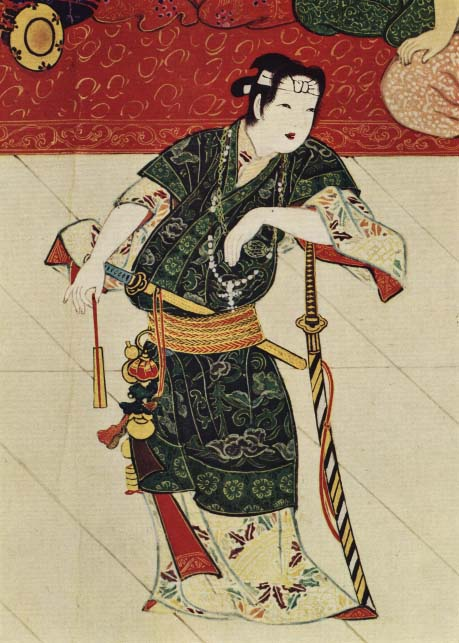
La fundadora del Kabuki Izumo no Okuni, llevando una espada samurái y una cruz cristiana.

### 1603-1629:Kabukifemenino
La historia del kabuki comenzó en 1603, cuando Izumo no Okuni, una miko del Santuario Izumo, comenzó a realizar un nuevo estilo de danza dramática en las riberas secas del río Kioto. Las ejecutantes femeninas interpretaban tanto los papeles femeninos como masculinos en situaciones cómicas de la vida cotidiana. Este estilo se hizo popular de una manera casi instantánea, tanto así que incluso se le pidió a Okuni que hiciera su interpretación frente a la Corte Imperial. Dado el rotundo éxito, no tardaron en aparecer rivales, y el kabuki nació como un conjunto de drama y danza ejecutado por mujeres, una forma muy diferente de su encarnación moderna. Muchas de las ejecuciones en este período fueron de carácter indecente, las ejecuciones sugestivas eran realizadas por muchas imitadoras; estas actrices estaban comúnmente disponibles para la prostitución, y los miembros masculinos de la audiencia podían requerir libremente de los servicios de estas mujeres. Por esta razón, el kabuki era también escrito como 歌舞妓 (prostituta cantante y bailarina) a partir de  período Edo.

### 1629-1652: Jóvenes masculinoskabuki
La atmósfera escandalosa y en ocasiones violenta de las ejecutantes de kabuki atrajo la atención del shogunato Tokugawa, y en 1629 las mujeres fueron expulsadas de los escenarios con el supuesto propósito de proteger la moral pública. Algunos historiadores sugieren que el gobierno estaba preocupado dado que la popularidad del kabuki dramatizaba la vida cotidiana (en vez del pasado heroico) y dio a conocer escándalos recientes, algunos de los cuales involucraban a oficiales del gobierno.

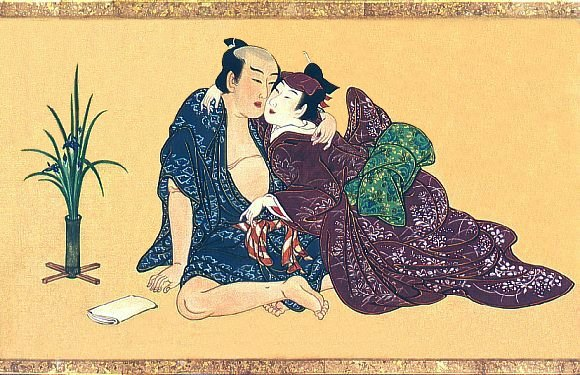
Romance entre un hombre y una joven, probablemente un actor kabuki.

Puesto que el kabuki ya era tan popular, los actores jóvenes masculinos tomaron el lugar de las mujeres. Junto con el cambio de los ejecutantes, el género cambió a su vez el énfasis de la ejecución: la tensión creciente fue puesta más en el drama que en la danza. Estas actuaciones resultaron igualmente obscenas, y muchos actores estaban también disponibles para la prostitución (incluso para clientes homosexuales). Las audiencias se alborotaban frecuentemente, y de vez en cuando explotaban las reyertas, en ocasiones para requerir los favores de un joven actor atractivo en particular, llevando al shogunato a prohibir también las actuaciones de actores jóvenes en 1652.

### Después de 1653: Hombreskabuki
Desde 1653, solo hombres maduros podían realizar kabuki, lo que se convirtió en una forma sofisticada y altamente estilizada llamada yarō kabuki (野郎歌舞伎, "Kabuki de hombres"). Esta metamorfosis de estilo estaba altamente influenciada por el teatro cómico kyōgen (狂言), que fue extremadamente popular en este tiempo. Hoy en día el "yarō" ha decaído, pero, hasta hace relativamente poco tiempo, todos los roles interpretados en el kabuki eran ejecutados solo por hombres. Los actores que se especializaban en interpretar papeles de mujeres eran conocidos como onnagata u oyama (ambos se escriben 女形). Los onnagata comúnmente provenían de familias especializadas en este estilo. Otros dos roles principales eran aragoto (荒事, estilo áspero) y wagoto (和事, estilo suave).

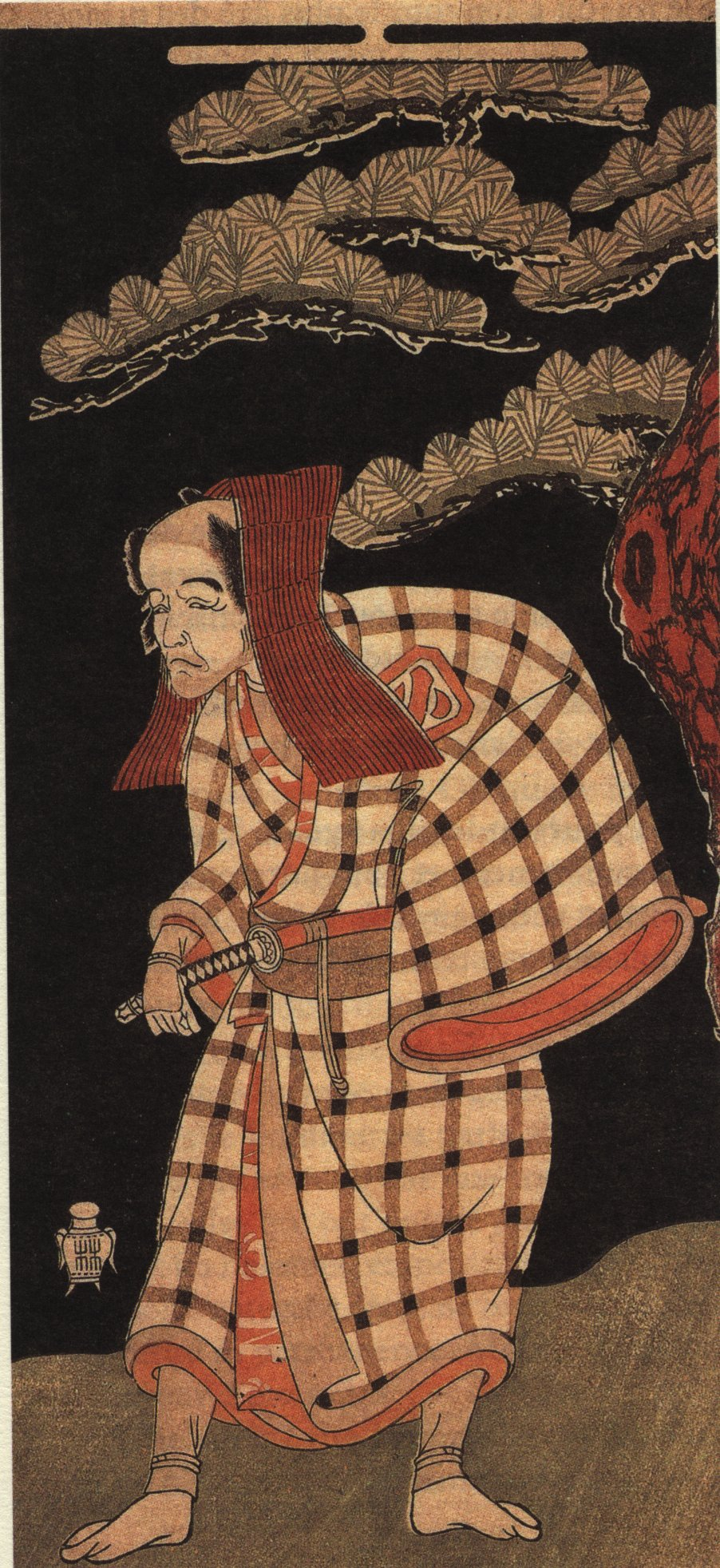
Actor Kabuki, por Shunsho Katsukawa (1726-1792).

### 1688-1704: El período Genroku
Durante la era Genroku el kabuki prosperó. Las estructuras donde se llevaban a cabo las funciones kabuki fueron formalizadas durante este período, así como muchos otros elementos de estilización. Se determinaron los diferentes tipos de personajes convencionales. Durante este período estuvieron asociados los teatros kabuki y ningyō jōruri (人形浄瑠璃) — la forma elaborada del teatro de marionetas que luego se dio a conocer como bunraku—, y cada uno influenció el desarrollo del otro. El famoso dramaturgo Chikamatsu Monzaemon, uno de los primeros dramaturgos profesionales del kabuki, produjo varios trabajos influyentes, aunque su pieza más conocida y significativa, Los amantes suicidas de Sonezaki (Sonezaki Shinjū, jp: 曾根崎心中), fue escrita para ejecutarse en el bunraku. Como muchas obras bunraku sin embargo, esta fue adaptada al kabuki, y esta encontró muchos imitadores —esta y otras obras causaron imitaciones de suicidios en la vida real por lo que el gobierno prohibió los shinju mono (obras sobre suicidios dobles de amantes) en 1723. Ichikawa Danjuro quien también vivió en este período, se le acredita el desarrollo de la pose mie y el maquillaje kumadori que asemeja una máscara.
A mediados del siglo XVIII, el kabuki dejó de ser el favorito de la época, y el bunraku tomó su lugar como la primera forma de entretenimiento de tarima entre las clases sociales bajas. Esto se debió en gran medida al surgimiento de varios dramaturgos bunraku exitosos en ese período. Se dieron pocos desarrollos en el kabuki hasta el final de ese siglo, cuando comenzó a resurgir.

### Elkabukidespués de la Restauración Meiji

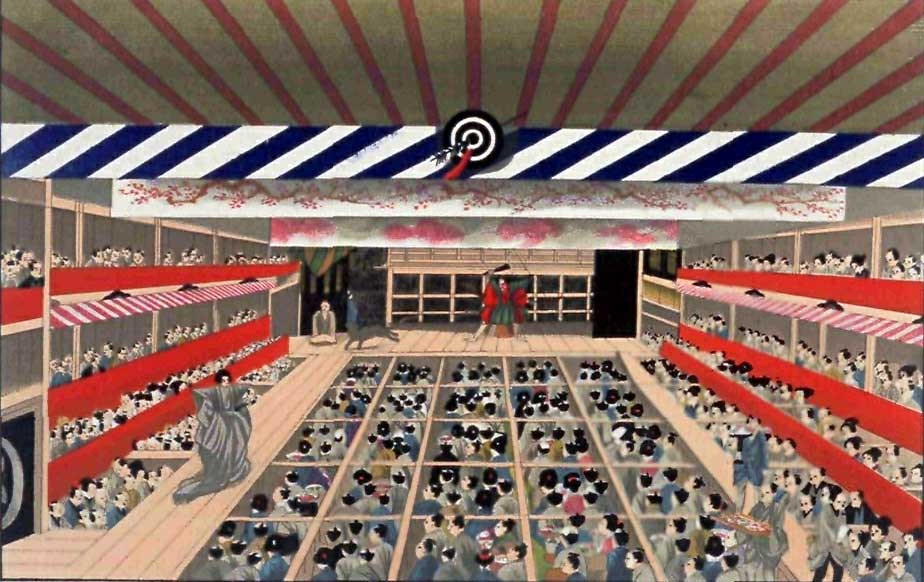
Una función kabuki cerca del 1860.

El enorme cambio cultural que comenzó en 1868 tras la caída del shogunato Tokugawa, la eliminación de la clase samurái, y la apertura de Japón hacia los productos e ideas de Occidente contribuyeron a encender la chispa que marcó el resurgimiento del kabuki. Mientras que la cultura luchaba para adaptarse a su nueva carencia de aislamiento, los actores se esforzaron por aumentar la reputación del zkialo entre las clases altas y adaptar los estilos tradicionales a los gustos modernos. Los intentos en este sentido rindieron frutos; en una ocasión, se le dio una función al Emperador Meiji.
Muchas casas kabuki fueron destruidas por bombardeos durante la Segunda Guerra Mundial, y las fuerzas de ocupación prohibieron esporádicamente las ejecuciones de kabuki después de la guerra. Sin embargo, en el año 1974 la prohibición fue levantada, y las funciones comenzaron una vez más.

### Elkabukien la actualidad
En el Japón moderno, el kabuki continúa siendo relativamente popular; es el más popular de los estilos tradicionales de drama japonés, y sus actores estelares aparecen con frecuencia en papeles de cine y televisión. Por ejemplo, el bien conocido onnagata Bando Tamasaburo V ha aparecido en varios papeles en diferentes obras (no kabuki) y películas; en ocasiones en papeles femeninos.
Algunas compañías teatrales actualmente utilizan actrices en los papeles onnagata, y la Ichikawa Kabuki-za (una compañía de solo actrices) fue formada después de la Segunda Guerra Mundial. En el 2003, se erigió una estatua de Okuni cerca del distrito de Ponto-chō de Kioto.

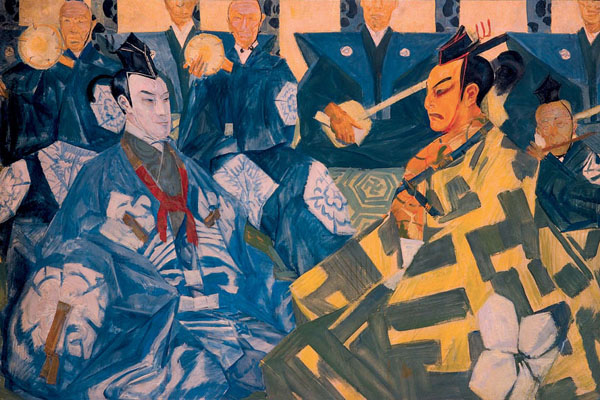
Kabuki según Yakovlev Shalyapin.

El kabuki se encuentra en la lista de Obras Maestras del Patrimonio Oral e Intangible de la Humanidad de la Unesco desde el 24 de noviembre del 2005.

## Elementos delkabuki

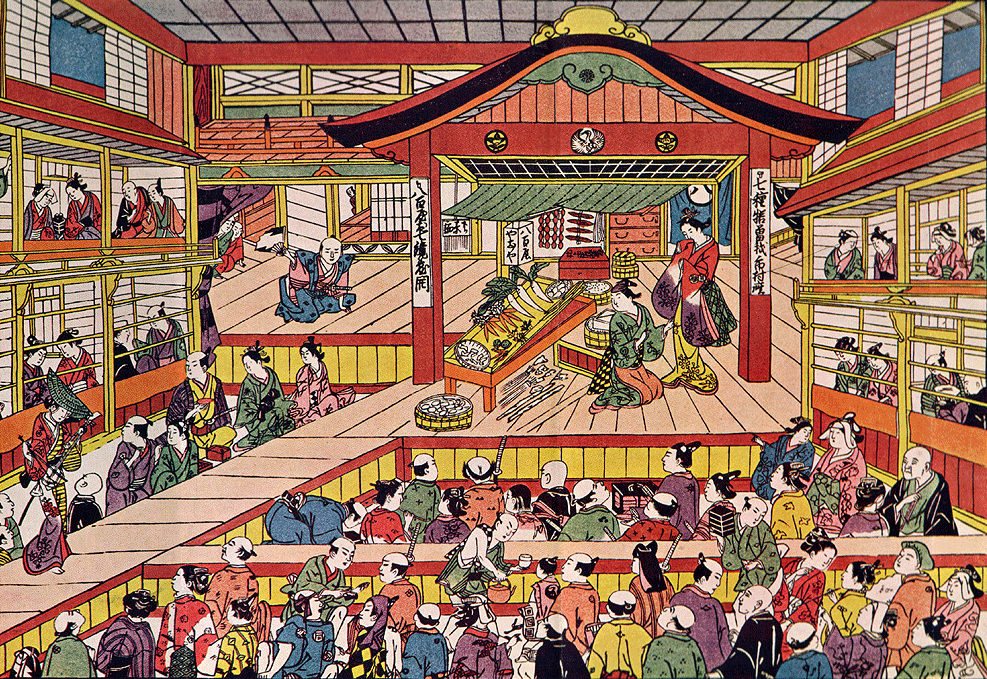
Shibai Ukie ("Una escena de una obra") de Masanobu Okumura (1686-1764), que representa el teatro Edo Ichimura-za a principios de la década de 1740

### Diseño del escenario
El kabuki utiliza una extensión adicional del escenario conocida como hanamichi (花道; literalmente camino florido), una calzada que se extiende hasta la audiencia en donde se hacen las entradas y salidas dramáticas. El escenario se utiliza no sólo como pasarela o camino para ir y venir del escenario principal, sino que también se representan en él escenas importantes. Los teatros y escenarios kabuki se han ido sofisticando tecnológicamente de forma constante, y entre las innovaciones se encuentran las puertas y escenarios giratorios, introducidos en el siglo XVIII, mejorando en gran medida la escenografía en las obras kabuki.
Los escenarios y teatros del kabuki se han ido sofisticando tecnológicamente, y durante el siglo XVIII se introdujeron innovaciones como los escenarios giratorios y las trampillas. Una fuerza impulsora ha sido el deseo de manifestar un tema frecuente del teatro kabuki, el de la revelación o transformación repentina y dramática. Una serie de trucos escénicos, incluyendo la rápida aparición y desaparición de los actores, emplean estas innovaciones. El término (外連; keren), a menudo traducido como "jugar a la galería", se utiliza a veces como un cajón de sastre para estos trucos. El hanamichi, y varias innovaciones como el escenario giratorio, seri y chunori han contribuido al kabuki. El hanamichi crea profundidad y tanto el seri como el chunori proporcionan una dimensión vertical.
El mawari-butai (escenario giratorio) desarrollado en la era Kyōhō (1716-1735). El truco se realizaba originalmente empujando en el escenario una plataforma redonda con ruedas. Más tarde se incrustó en el escenario una plataforma circular con ruedas debajo que facilitaban el movimiento. El kuraten ("giro oscuro") consiste en bajar las luces del escenario durante esta transición. Lo más habitual es dejar las luces encendidas para realizar el akaten ("giro iluminado"), a veces representando simultáneamente las escenas de transición para conseguir un efecto dramático. Este escenario se construyó por primera vez en Japón a principios del siglo XVIII.
El seri se refiere a las "trampas" escénicas que se emplean habitualmente en el kabuki desde mediados del siglo XVIII. Estas trampas suben y bajan a los actores o a los decorados al escenario. Seridashi o seriage se refieren a las trampas que se mueven hacia arriba y serisage o serioroshi a las que descienden. Esta técnica se utiliza a menudo para levantar toda una escena a la vez.

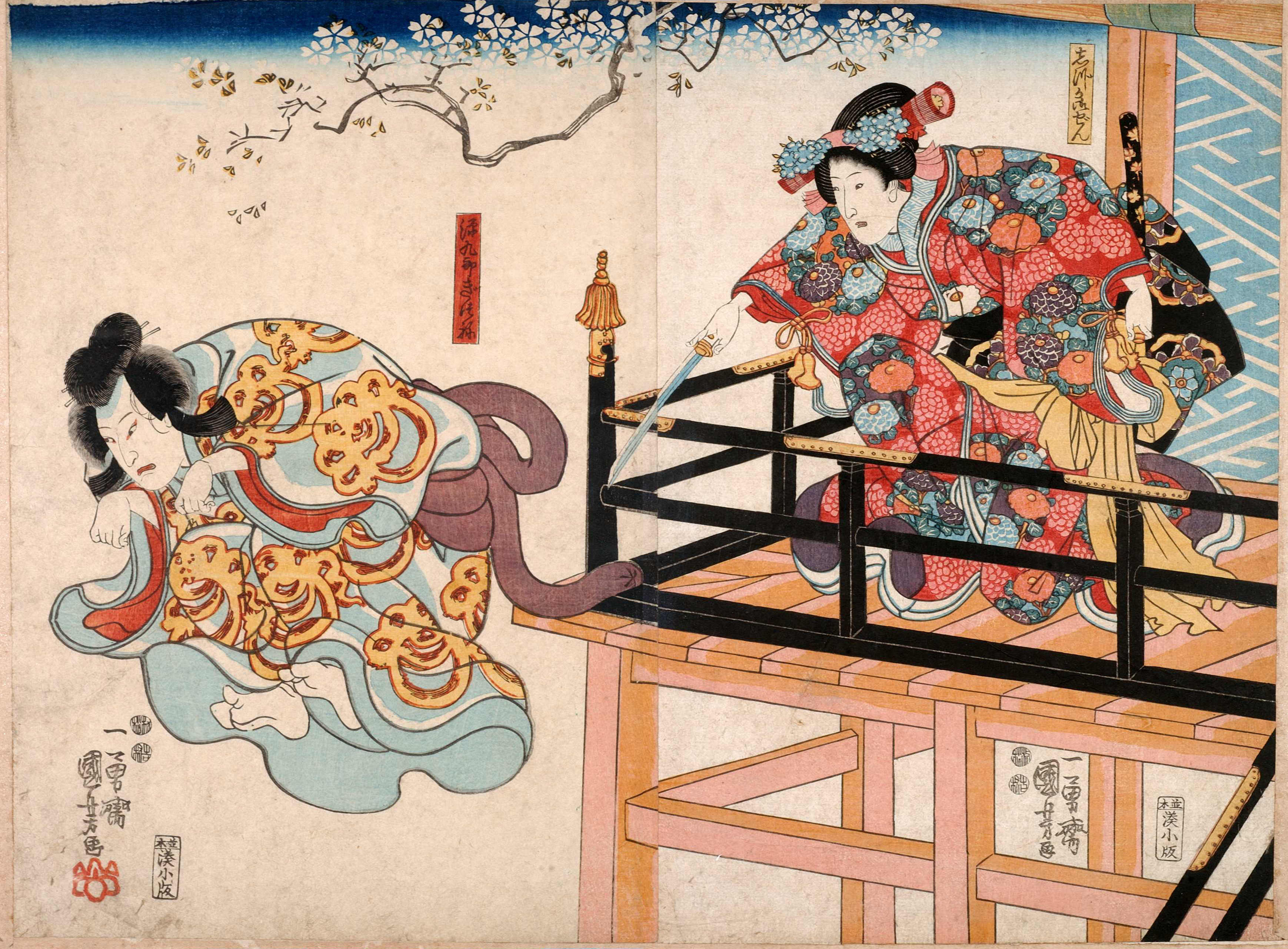
Chūnori: Kunitarō Sawamura II como Kitsune Tadanobu (izquierda) volando sobre el escenario, en la producción de otoño de 1847 de Yoshitsune Senbon Zakura

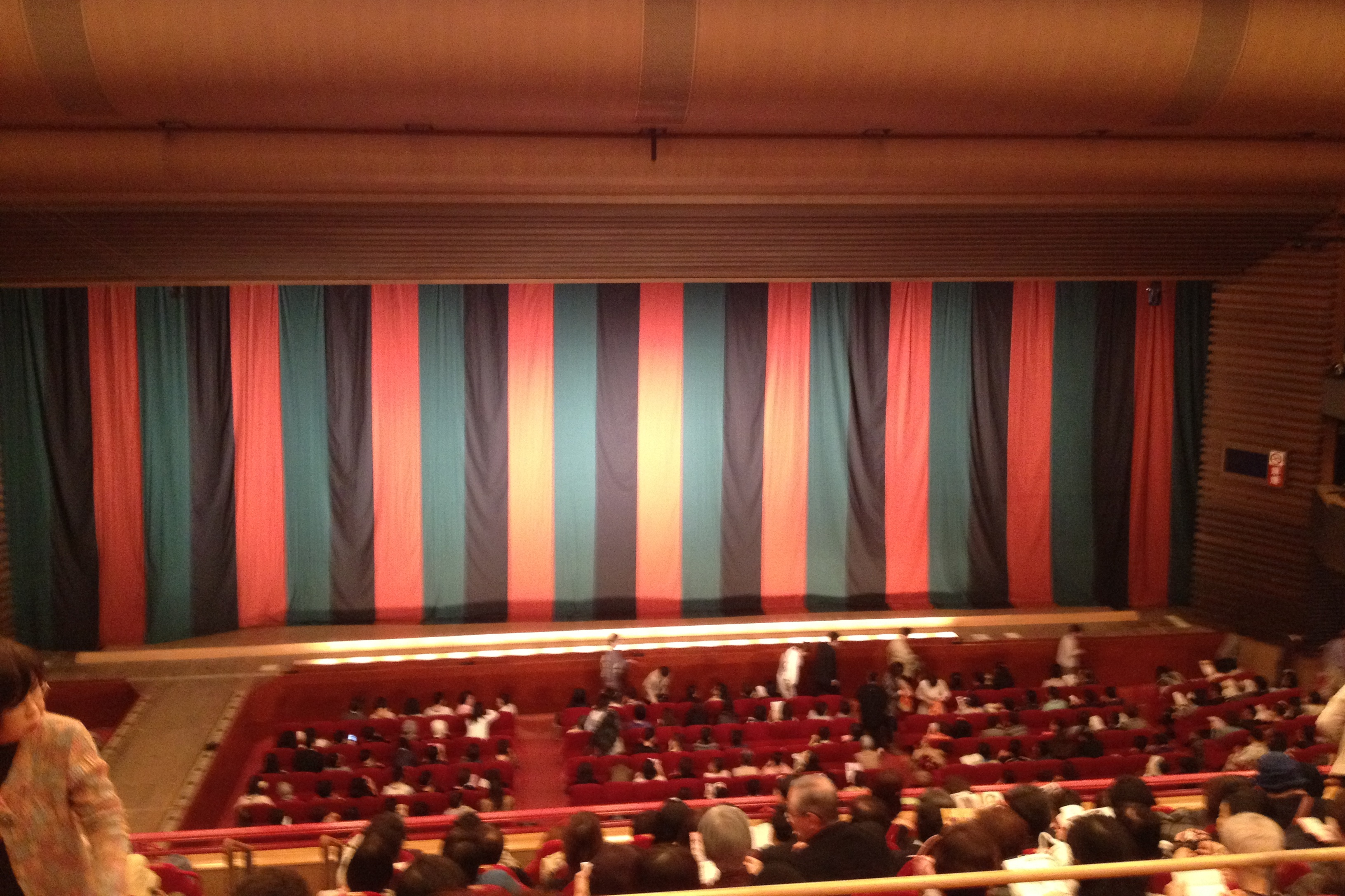
Cortina tradicional a rayas negras-rojas-verdes, en el Misono-za de Nagoya.

En el kabuki, así como en otras ejecuciones de arte japonés, los cambios de escenografía son en ocasiones realizados a mitad de escenas, mientras los actores continúan en el escenario y las cortinas se mantienen abiertas. Los encargados de añadir y quitar objetos del escenario son conocidos como kuroko (黒子), van siempre vestidos completamente de negro y son tradicionalmente considerados "invisibles".
Existen tres categorías principales de obras kabuki: jidaimono (時代物, "histórica", o prehistorias del período Sengoku), sewamono (世話物, "doméstico", o poshistorias del período Sengoku), y shosagoto (所作事, piezas de danza).
Algunas características importantes del teatro kabuki incluyen el moye (見得), en el cual el actor toma una pose pintoresca para establecer su papel. El keshō, o maquillaje, provee un elemento de estilo fácilmente reconocible incluso por aquellos que no están familiarizados con esta forma de arte. El polvo de arroz es utilizado para crear la base blanca conocida como oshiroi, y el kumadori realza o exagera las líneas faciales para producir máscaras sobrenaturales o de animales para los intérpretes.
Chūnori (montar en el aire) es una técnica, aparecida a mediados del siglo XIX, por la que se sujeta el traje de un actor a unos cables y se le hace "volar" sobre el escenario o ciertas partes del auditorio. Es similar al truco de los cables en el musical de teatro Peter Pan, en el que Peter se lanza por los aires. Sigue siendo uno de los más populares keren (trucos visuales) en el kabuki actual; los principales teatros de kabuki, como el Teatro Nacional, el Kabuki-za y el Minami-za, están equipados con instalaciones de chūnori.
Los cambios de escenario se realizan a veces en mitad de la escena, mientras los actores permanecen en el escenario y el telón permanece abierto. Esto se consigue a veces utilizando un Hiki Dōgu, o "pequeño escenario de vagones". Esta técnica se originó a principios del siglo XVIII, en la que los decorados o los actores se mueven dentro o fuera del escenario sobre una plataforma con ruedas. También son comunes los tramoyistas que se precipitan sobre el escenario añadiendo y quitando atrezzo, telones de fondo y otros decorados; estos kuroko siempre van vestidos completamente de negro y se consideran tradicionalmente invisibles. Los tramoyistas también ayudan en una variedad de cambios rápidos de vestuario conocidos como hayagawari ("técnica de cambio rápido").
Cuando se revela repentinamente la verdadera naturaleza de un personaje, se suelen utilizar los recursos de hikinuki y bukkaeri. Se trata de poner un traje sobre otro y hacer que un tramoyista le quite el exterior delante del público.
El telón que protege el escenario antes de la representación y durante los descansos es de los colores tradicionales negro, rojo y verde, en distinto orden, o blanco en lugar de verde, a rayas verticales. El telón consta de una sola pieza y un miembro del personal lo descorre a mano hacia un lado.
Una cortina exterior adicional llamada doncho no se introdujo hasta la era Meiji, tras la introducción de la influencia occidental. Su apariencia es más ornamentada y está tejida. Representan la estación en la que tiene lugar la representación, a menudo diseñados por renombrados artistas Nihonga.

### Apariciones
Dado que las leyes feudales del Japón del siglo XVII prohibían replicar las apariencias de los samuráis o de la nobleza y el uso de telas lujosas, los trajes del kabuki fueron diseños novedosos y rompedores para el público en general, llegando a marcar tendencias que aún hoy existen.
Aunque no se han conservado los primeros trajes de kabuki, hoy en día se confeccionan trajes de kabuki separados otoko y onnagata basados en registros escritos llamados ukiyo-e y en colaboración con aquellos cuyas familias han estado en la industria del kabuki durante generaciones. Los kimonos que usan los actores para su vestuario suelen estar hechos con colores vibrantes y múltiples capas. Tanto el otoko como el onnagata llevan hakama - pantalones plisados- en algunas obras de teatro, y ambos utilizan relleno debajo de sus trajes para crear la forma correcta del cuerpo para el traje.
Los maquillaje del kabuki proporcionan un elemento de estilo fácilmente reconocible incluso por quienes no están familiarizados con esta forma de arte. El polvo de arroz se utiliza para crear la base blanca oshiroi para el característico maquillaje escénico, y el kumadori realza o exagera las líneas faciales para producir dramáticas máscaras de animales o sobrenaturales. El color del kumadori es una expresión de la naturaleza del personaje: las líneas rojas se utilizan para indicar la pasión, el heroísmo, la rectitud y otros rasgos positivos; el azul o el negro, la villanía, los celos y otros rasgos negativos; el verde, lo sobrenatural; y el morado, la nobleza.
Otra característica especial de los trajes de kabuki es la katsura, o la peluca. Cada actor tiene una peluca diferente hecha para cada papel, construida a partir de una fina base de cobre batido a mano y hecha a medida para que se adapte perfectamente al actor, y cada peluca se suele peinar de manera tradicional. El pelo utilizado en las pelucas suele ser pelo humano real cosido a mano sobre una base de habotai, aunque algunos estilos de peluca requieren pelo de yak o de caballo.